# 藺芳
藺 芳（りん ほう、生年不詳 - 1417年）は、明代の官僚。本貫は解州夏県。

## 生涯
洪武年間、孝廉に挙げられた。諸官を歴任して刑部郎中となった。永楽年間、吉安府知府として出向した。吉水県の民が宮殿を訪れて県に銀鉱があると言い出したことがあった。藺芳は県の父老の訴えにより、銀鉱の話が虚構であると分かって、刑事事件化してこれを担当したいと上奏した。永楽帝は「わたしはもとより嘘と知っていた」と言って、沙汰止みになった。ほどなく藺芳は事件に連座して弁事官に降格された。工部尚書の宋礼に従って会通河の改修にあたり、工部都水主事となった。
1412年（永楽10年）、黄河が陽武で決壊し、水が中牟・祥符・尉氏に流れ込んだので、藺芳が派遣されて視察にあたった。藺芳は暴流を抑える要となる中塩堤の増築や、中灤から黄河を分流して黄河故道を通って渤海に流れ込む河道を開くことや、新築堤防の護岸には横木と瓦石を用いることを提言して、いずれも聞き入れられた。宋礼の推薦により工部右侍郎に抜擢された。11月、行太僕寺卿の楊砥が徳州良店駅東南の黄河故道を開き、分水するよう提言すると、藺芳は命を受けて工事の監督にあたった。1417年（永楽15年）11月辛未、在官のまま死去した。